# A Way of Escape
A Way of Escape es el disco debut de la banda suiza de power metal melódico, lanzado el 1 de mayo de 2006, de manera independiente. Este disco tiene consigo la canción "Winds of Fate", la canción con más fama y relevante de la banda. 

## Lista de canciones
1. Winds of Fate - 04:41
2. Death Makes the Rules - 04:27
3. Trying to Get Away - 04:09
4. Gotta Think Twice - 04:50
5. No Shit Sherlock - 03:37
6. Domestic Violence - 04:17
7. Unhealing Wound - 04:45
8. The World We See - 03:49
9. A Voice in the Night - 04:16
10. Who Am I? - 04:56

## Formación
- Samuel Michaud, bajo
- David Ecoffey, batería
- Lionel May, teclados
- Hervé Michaud, guitarra
- Bertrand Ecoffey, voz, guitarra